# 吉越千帆
𠮷越 千帆（よしこし ちほ、1992年12月14日 - ）は、日本のモデル、女優。劇団NLT所属、過去の所属はリアライズ、ライトハウス。神奈川県出身。東放学園高等専修学校卒業。血液型A型。

## 出演

### DVD
- 渋谷の女子高生が語った呪いのリスト6-『選ばれた者』（2010/04/23）、株式会社アムモ98）
- 渋谷の女子高生が語った呪いのリスト7-『股のぞき』（2010/06/25）、株式会社アムモ98）
- 渋谷の女子高生が語った呪いのリスト8-『スプーン投げ』（2010/08/27）、株式会社アムモ98）

### 舞台
- 劇団浪漫狂 第30回公演「Promoters」（2010年11月17日-21日、エコー劇場）
- 劇団浪漫狂 第31回公演「新・六月のすみれ草」（2011年4月28日-5月1日、タイニイアリス）
- アリスインプロジェクト「時空警察ヴェッカーχ ノエルサンドレ」（2011年11月1日-6日、荻窪かいホール） - 時組 芹川葵 役
- ドラマデザイン社「ガールズ・プリズン・オペラ」（2012年6月27日-7月1日、テアトルBONBON）
- ストレイドッグProduce「へなちょこヴィーナス」（2012年9月11日-16日、テアトルBONBON）
- 劇団NLT「何をしてたの五十年」(2017年10月11日〜15日、博品館劇場) − イザベル役
- 劇団NLT「毒薬と老嬢」(2018年2月28日ー3月4日、博品館劇場) − エレーン役
- 「ラ・フォンテーヌの寓話より＜森の生きものたち＞ Part3」(2018年8月10日〜12日、新宿シアターモリエール)
- 劇団NLT「やっとことっちゃうんとこな」(2018年10月13日〜21日、俳優座劇場) − 直子役
- 株式会社パン・プランニング「気まずいっ‼︎〜心が痛くなるスケッチ集」(2019年6月15日〜23日、築地ブディストホール) − ハート版第5話、妻役
- 劇団NLT「マグノリアの花たち」(2019年10月18日〜22日、池袋シアターグリーン BIG TREE THEATER) − シェルビー役
- 劇団NLT「喜劇 二階の女」（2023年12月13日〜17日、博品館劇場） - つね子 役[1]